# Bettikum
Bettikum ist eine kleine Ortschaft, die zur Stadt Neuss im Rhein-Kreis Neuss gehört. 

## Lage
Bettikum grenzt im Osten an die Ortschaft Schlicherum, im Südwesten befindet sich Hoisten und im Norden Norf. 

## Geschichte
Bettikum war bis 1794 ein Teil des kurkölnischen Amtes Hülchrath. Im Jahre 1794 besetzten französische Truppen den Ort. Bettikum kam nun an die neu gegründete Mairie Norf. Im Jahre 1815 änderten sich die kommunalen politischen Verhältnisse erneut. Bettikum kam an die Gemeinde und Bürgermeisterei Norf im Landkreis Neuß, und mit diesem an die preußische Provinz Jülich-Kleve-Berg, die 1822 in der Rheinprovinz aufging. Im Jahre 1927 wurde die Bürgermeisterei Norf in Amt Norf umbenannt. Bettikum ist seit dem 1. Januar 1975 ein Ort des Stadtbezirks Norf in der Stadt Neuss im Rhein-Kreis Neuss.

## Infrastruktur

### Verkehr
Durch Bettikum verläuft die Landstraße 142. In nördlicher Richtung erreicht diese Straße Norf und geht weiter über Erfttal zur Bundesstraße 9. In südlicher Richtung hingegen trifft die L 142 auf die K 30, die von Schlicherum und Elvekum ebenfalls von der Bundesstraße 9 kommt und zieht sich dann an Hoisten vorbei, bis sie südlich von Speck auf die Bundesstraße 477 triff.

### ÖPNV
- Buslinie 878 Grevenbroich–Neuss–Hoisten–Bettikum–Norf–Elvekum–Stüttgen

## Einrichtungen
- Tierheim